# Xung đột (văn học)
Xung đột (tiếng Pháp: conflit) là sự đối lập, sự mâu thuẫn được dùng như một nguyên tắc để xây dựng các mối quan hệ tương tác giữa các hình tượng của tác phẩm nghệ thuật.
Thuật ngữ xung đột thường được dùng khi nói đến tác phẩm kịch và tự sự, tức là những nghệ thuật tạo hình năng động.
Là cơ sở và động lực thúc đẩy của hành động, xung đột quy định những giai đoạn chính của sự phát triển cốt truyện, trình bày, khai đoan, thắt nút, phát triển, đỉnh điểm (cao trào), kết thúc (mở nút).
Các xung đột thường xuất hiện dưới dạng những va chạm, tức là những đụng độ trực tiếp, sự chống đối giữa các thế lực hoạt động được mô tả trong tác phẩm: giữa tính cách với hoàn cảnh, giữa các tính cách với nhau, giữa những phương diện khác nhau của một tính cách,…
Tuy nhiên, xung đột cũng thể hiện trong tác phẩm với cốt truyện ít chặt chẽ hơn và đôi khi cả ở ngoài cốt truyện, như trong sự tương phản của kết cấu, sự đối lập giữa các tình huống, sự đối lập về tư tưởng, về quan niệm giữa các hình tượng.
Đặc điểm thẩm mỹ của xung đột và cảm hứng chủ đạo của nó phụ thuộc vào tính chất của các lực lượng tương quan. Xung đột giữa cái cao cả với cái cao cả làm nảy sinh cảm hứng bi kịch, xung đột giữa cái thấp hèn với cái thấp hèn tạo ra cảm hứng hài kịch, xung đột giữa cái cao cả với cái thấp hèn thì là cảm hứng anh hùng, xung đột giữa cái thấp hèn với cái cao cả thì là cảm hứng trào phúng. Còn sự vắng mặt có ý nghĩa về mặt thẩm mỹ của xung đột thì làm nảy sinh cảm hứng của thơ ca điền viên.
Trong những tác phẩm khác nhau của mỗi thời đại, xung đột tuy biểu hiện dưới những hình thái khác nhau, song vẫn mang những nét chung. Chẳng hạn, trong văn nghệ cổ đại, đó là sự xung đột giữa con người với số mệnh; trong văn nghệ trung cổ, đó là giữa thần linh với quỷ sứ, giữa tinh thần với cảm xúc trong bản chất con người trong văn nghệ cổ điển chủ nghĩa, đó là giữa nghĩa vụ và say mê cá nhân,…